# Corytoplectus cutucuensis
Corytoplectus cutucuensis là một loài thực vật có hoa trong họ Tai voi. Loài này được Wiehler mô tả khoa học đầu tiên năm 1995.

## Hình ảnh

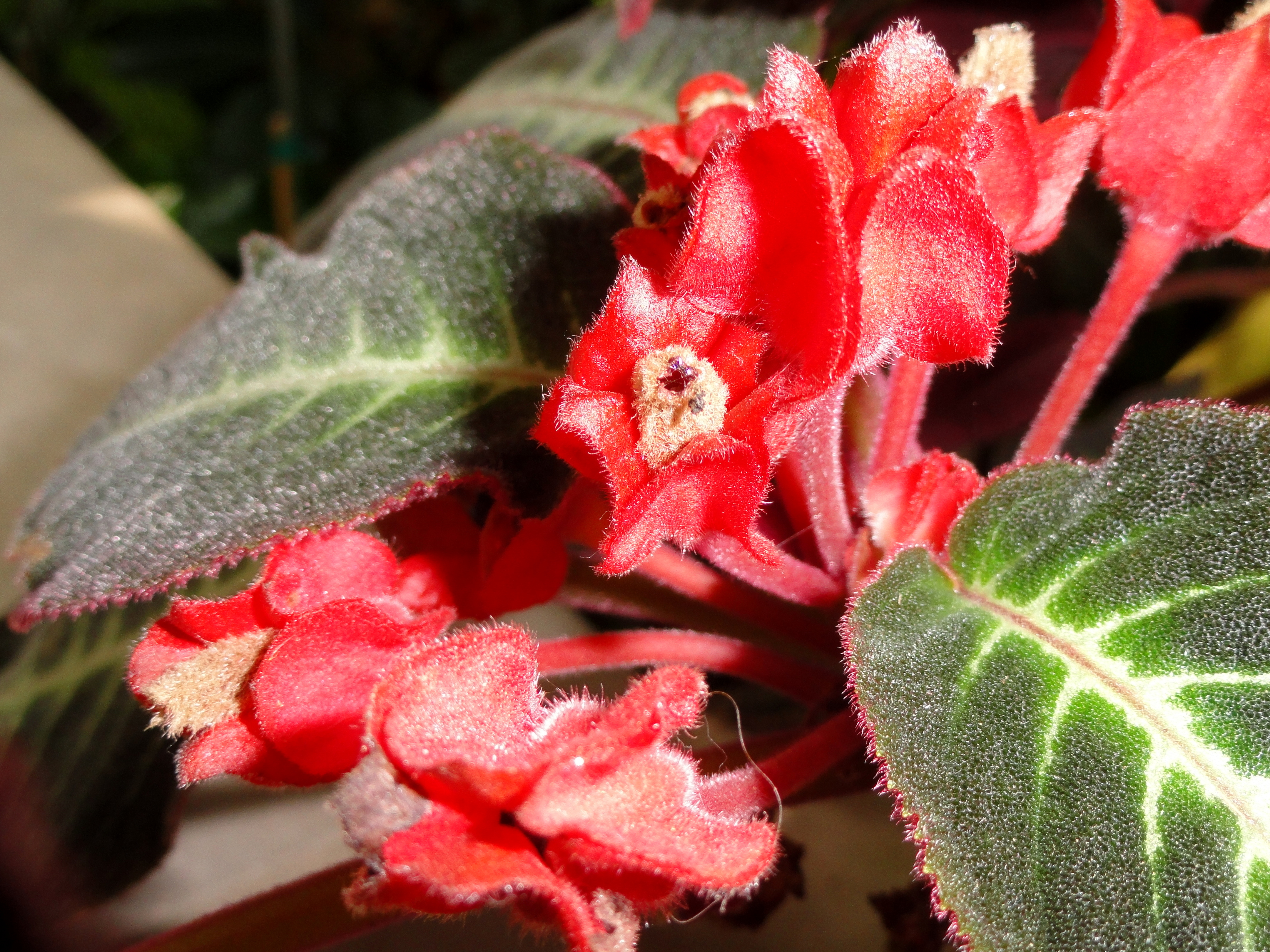